# Le Petit à Grand-maman
Pour le film de Nicholaus Goossen sorti en 2006, voir Grandma's Boy.
Pour plus de détails, voir Fiche technique et Distribution.
Le Petit à Grand-maman ou Le Talisman de Grand-mère (titre original : Grandma's Boy) est un film muet américain de comédie réalisé par Fred C. Newmeyer, sorti en 1922.

## Synopsis
Harold n'est pas très chanceux dans la vie. Mais grâce à sa grand-mère qui lui offre un précieux talisman (jadis fort utile à son grand-père), il parvient à reprendre sa vie en main et se persuade qu'il a désormais l'étoffe des héros.

## Fiche technique
- Titre original : Grandma's Boy
- Titre français : Le Petit à Grand-maman
- Autre titre français : Le Talisman de Grand-mère
- Réalisation : Fred C. Newmeyer[1]
- Scénario : Hal Roach, Sam Taylor et Jean C. Havez[2] (scénario) H.M. Walker (intertitres)
- Photographie : Walter Lundin
- Montage : Thomas J. Crizer
- Producteur : Hal Roach
- Société de production : Hal Roach Studios
- Société de distribution : Pathé Exchange
- Pays d’origine : États-Unis
- Langue : intertitres en anglais
- Format : Noir et blanc - 35 mm - 1,37:1  -  Muet
- Genre : comédie
- Longueur : cinq bobines
- Date de sortie : 
  - États-Unis : 3 septembre 1922

## Distribution
Source principale de la distribution :
- Harold Lloyd : le "petit à sa grand-mère"
- Mildred Davis : sa petite amie
- Anna Townsend : la grand-mère
- Charles Stevenson : le rival
- Dick Sutherland : l'agité (The Rolling Stone)
- Noah Young : le shérif

Et parmi la distribution non créditée :
- James T. Kelley :
- May Wallace :

## Adaptation
En 1931, Noburō Ōfuji reprend le scenario de ce film pour son court-métrage Will Power (心の力), afin d'en réaliser une adaptation libre.